# Cleveland Charge
O Cleveland Charge é um time de basquete profissional americano com sede em Cleveland. A equipe compete na G-League e são de propriedade e servem como afiliados do Cleveland Cavaliers da National Basketball Association (NBA). Seus jogos em casa são realizados no Wolstein Center.
A franquia foi fundada em 2001 como Huntsville Flight, com sede em Huntsville, Alabama, antes de se mudar para Albuquerque, Novo México em 2005, onde eram conhecidos como Albuquerque Thunderbirds até 2010. Depois de jogar a temporada de 2010-11 como New Mexico Thunderbirds, a franquia foi comprada pelos Cavaliers e se mudou para Canton, Ohio, onde jogou como Canton Charge durante a temporada de 2020-21.
A equipe venceu o título da D-League de 2006 jogando em Albuquerque. A equipe perdeu as finais da D-League de 2003-04 e chegou às semifinais em 2004-05, 2006-07, 2011-12, 2014-15 e 2015-16.

## História
A equipe foi formada em 2001 como Huntsville Flight, com sede em Huntsville, Alabama, como membro fundador da NBA Development League, uma liga afiliada da National Basketball Association (NBA). Eles jogaram jogos em casa no Von Braun Center. 
Em suas duas primeiras temporadas, eles não conseguiram chegar aos playoffs, mas na terceira chegaram às finais da D-League, perdendo para o Asheville Altitude. A equipe terminou seu tempo no Alabama na conclusão da temporada de 2004-05 depois de terminar em terceiro na liga e chegar aos playoffs. O Flight não era afiliado a uma equipe da NBA.

### Albuquerque
A equipe mudou-se para Albuquerque, Novo México, e se tornou o Albuquerque Thunderbirds a partir da temporada de 2005-06. Eles jogaram jogos em casa no Tingley Coliseum.
Em sua primeira temporada no Novo México, a equipe venceu o título da D-League de 2006 ao derrotar o Fort Worth Flyers. Na temporada de 2006-07, eles novamente foram para os playoffs, mas foram derrotados pelo Colorado 14ers. 
Os Thunderbirds se mudaram em 2010 para o Santa Ana Star Center no subúrbio de Rio Rancho e foram renomeados como New Mexico Thunderbirds. Eles jogaram apenas uma temporada em Rio Rancho, terminando em nono e não chegando aos playoffs pela quarta temporada consecutiva. Os Thunderbirds eram afiliados do Cleveland Cavaliers, Dallas Mavericks, Indiana Pacers, Miami Heat, New Orleans Hornets, Orlando Magic, Philadelphia 76ers, Phoenix Suns, Sacramento Kings, Seattle SuperSonics e Utah Jazz.

### Canton
Foi anunciado em 7 de julho de 2011 que os Thunderbirds haviam sido comprados pelo Cleveland Cavaliers e estavam se mudando para Canton, Ohio, para a temporada de 2011-12. Alex Jensen foi nomeado o primeiro treinador do Charge em 11 de outubro. Em 13 de outubro, o nome, logotipo, cores e design da quadra do Canton Charge foram revelados. Em 20 de outubro, a equipe anunciou os dois primeiros jogadores da nova equipe: Keith McLeod e Jamine Peterson. Em 25 de outubro, os novos uniformes foram lançados. No Draft da D-League de 2011, o Canton Charge selecionou Tyrell Biggs na primeira rodada. Em seu primeiro jogo como Canton Charge, eles foram derrotados pelo Iowa Energy em um jogo de 82-100. Sua primeira vitória veio contra o Texas Legends em seu terceiro jogo.

### Cleveland
O contrato de 10 anos da equipe com o Canton Memorial Civic Center expirou após a temporada de 2020-21. Os Cavaliers optaram por mudaram a equipe para o centro de Cleveland para jogar no Wolstein Center da Cleveland State University a partir da temporada de 2021-22.
A equipe foi anunciada oficialmente como Cleveland Charge em 26 de julho de 2021, com os logotipos e a marca da equipe praticamente inalterados, exceto a mudança de Canton para Cleveland no logotipo. 
Em setembro de 2021, o treinador do Charge, Nate Reinking, tornou-se assistente dos Cavaliers e o assistente dos Cavs, Dan Geriot, assumiu o cargo de treinador do Charge.

## Logos e uniformes

### Huntsville Flight
O primeiro logotipo da equipe, quando ainda era o Huntsville Flight, consistia em uma bola de basquete amarela com um caça vermelho voando ao redor da bola e abaixo estava escrito "Huntsville" em azul e "Flight" em amarelo. Suas cores eram vermelho, amarelo, marinho e branco. O uniforme da casa era branco com "Huntsville" e os números escritos em vermelho, perto do braço e no pescoço havia linhas pretas e marinho. O uniforme alternativo era semelhante, mas era vermelho em vez de branco e os números em amarelo.

### Albuquerque/New Mexico Thunderbirds
Seu logotipo como Albuquerque e New Mexico era o mesmo, com apenas uma diferença, o nome escrito abaixo do logotipo. O logotipo consistia em uma cabeça preta de pássaro, com uma bola de basquete em sua garra. Suas cores eram amarelo escuro, preto, branco e laranja. Como New México, eles removeram a cor laranja e substituíram por cinza. O uniforme da casa era branco, com "Thunderbirds" e os números escritos em laranja, e detalhes em preto na lateral da camisa. O uniforme alternativo era laranja, com detalhes em preto e "Albuquerque" em branco. Como New México, teve uma pequena mudança; o uniforme visitante usou "T-Birds" em vez de "Novo México".

### Canton Charge

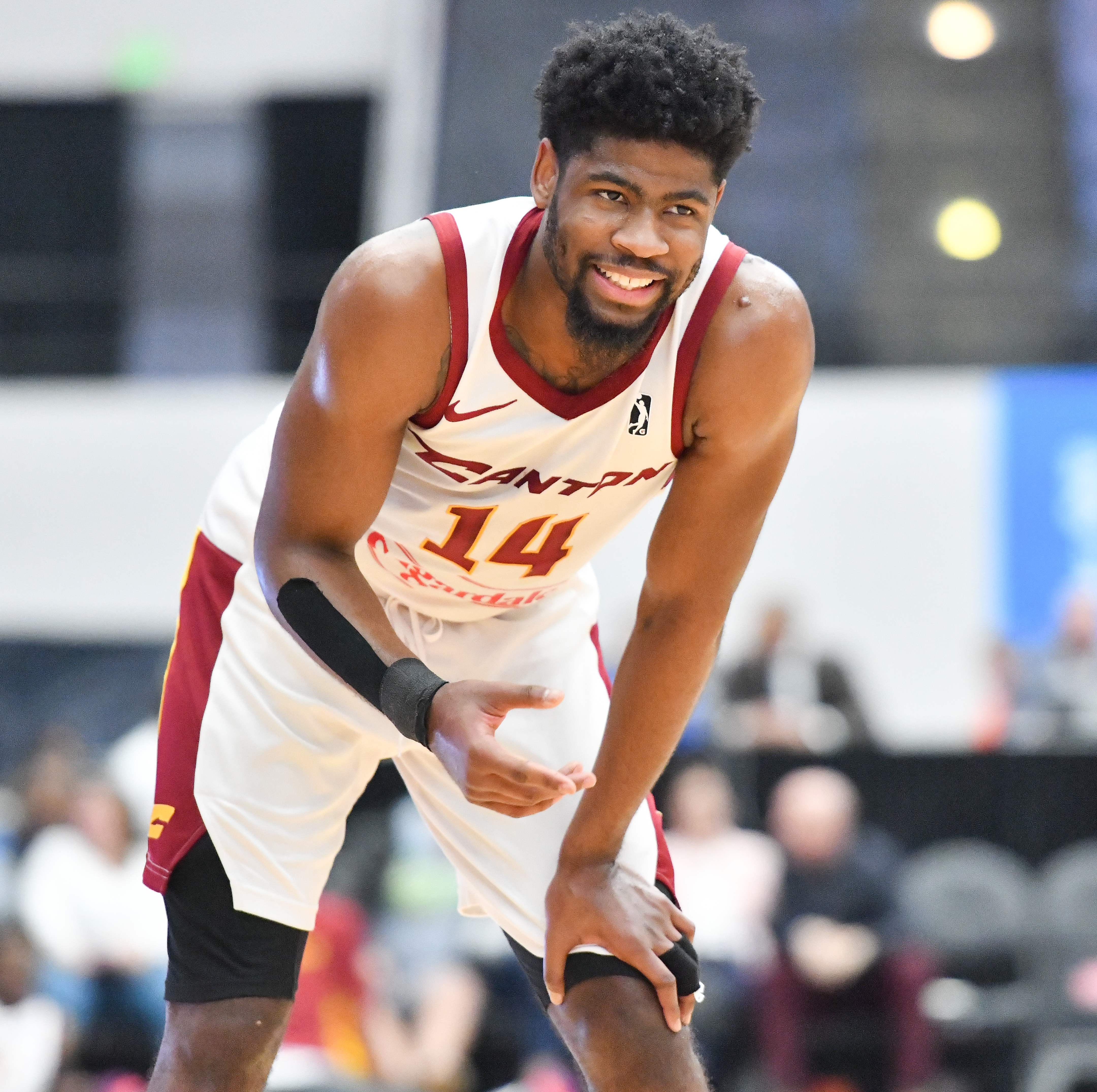
Malik Newman em 2020

Sob a propriedade do Cleveland Cavaliers, o Charge adotou um estilo semelhante. O logotipo consiste em um soldado estilo mosqueteiro com sua espada apontando para a frente e abaixo dele está escrito "Canton Charge" em ouro e branco. Suas cores são vinho, ouro e branco. Eles têm um logotipo alternativo, semelhante ao "C Sword Logo" dos Cavaliers, com uma espada cruzando um "C". Seu uniforme era dourado com detalhes e "Charge" e os números escritos em vinho. 
Quando a Nike assumiu o fornecimento de uniformes para a G-League para a temporada de 2017-18, o Charge adotou um uniforme branco com letras em vinho e detalhes em números dourados, enquanto ajustava seu uniforme vinho definido para apresentar números com detalhes e letras dourados.

## Arenas
- Von Braun Center (2001–2005)
- Tingley Coliseum (2005-2010)
- Santa Ana Star Center (2010–2011)
- Canton Memorial Civic Center (2011–2020)
- Wolstein Center (2021–Presente)

## Treinadores
| #  | Treinadores     | Temporadas | Temporada Regular | Temporada Regular | Temporada Regular | Temporada Regular | Playoffs | Playoffs | Playoffs | Playoffs | Conquistas                 |
| #  | Treinadores     | Temporadas | J                 | V                 | D                 | %                 | J        | V        | D        | %        | Conquistas                 |
| -- | --------------- | ---------- | ----------------- | ----------------- | ----------------- | ----------------- | -------- | -------- | -------- | -------- | -------------------------- |
| 1  | Bob Thornton    | 2001–2002  | 56                | 26                | 30                | .464              | –        | –        | –        | –        |                            |
| 2  | Ralph Lewis     | 2002–2005  | 144               | 73                | 71                | .507              | 3        | 1        | 2        | .333     |                            |
| 3  | Michael Cooper  | 2005–2007  | 98                | 50                | 48                | .510              | 3        | 2        | 1        | .667     | Campeão da D-League (2006) |
| 4  | Jeff Ruland     | 2007–2008  | 50                | 22                | 28                | .440              | —        | —        | —        | —        |                            |
| 5  | John Coffino    | 2008–2010  | 100               | 42                | 58                | .420              | —        | —        | —        | —        |                            |
| 6  | Darvin Ham      | 2010–2011  | 50                | 20                | 30                | .400              | —        | —        | —        | —        |                            |
| 7  | Alex Jensen     | 2011–2013  | 100               | 57                | 43                | .570              | 9        | 4        | 5        | .444     |                            |
| 8  | Steve Hetzel    | 2013–2014  | 50                | 28                | 22                | .560              | 3        | 1        | 2        | .333     |                            |
| 9  | Jordi Fernández | 2014–2016  | 100               | 62                | 38                | .620              | 10       | 5        | 5        | .500     |                            |
| 10 | Nate Reinking   | 2016–2021  | 208               | 107               | 101               | .514              | 2        | 0        | 2        | .000     |                            |

## Afiliados na NBA
Durante o tempo da franquia em Huntsville, de 2001 a 2005, não tinha uma afiliação oficial com nenhum time da NBA. Desde 2005, a franquia foi afiliada a 11 equipes da NBA por vários períodos de tempo. Até a compra pelo Cleveland Cavaliers em 2011, a franquia Charge tinha afiliações com pelo menos duas equipes da NBA por temporada, com até quatro afiliações durante a temporada de 2005-06.
- Sacramento Kings (2005-2006)
- Seattle SuperSonics (2005–2006)
- Utah Jazz (2005–2006)
- Phoenix Suns (2005-2008)
- Cleveland Cavaliers (2006-2007)
- Indiana Pacers (2006–2007)
- Philadelphia 76ers (2007–2008)
- Miami Heat (2008–2009)
- Dallas Mavericks (2008–2010)
- New Orleans Hornets (2009-2011)
- Orlando Magic (2010–2011)
- Cleveland Cavaliers (2011–Presente)

## Meios de comunicação
A principal estação do Charge é a WARF AM 1350. Todos os jogos que não podem ser transmitidos no WARF devido a conflitos são transmitidos na estação irmã WAKS 96.5 HD2/W291BV 106.1 FM.